# Adam Byrnes
Adam Byrnes (Sydney, 29 luglio 1981) è un ex rugbista a 15 australiano, internazionale per la Russia, attivo in carriera nel ruolo di seconda linea.
Terminata l'attività sportiva è divenuto avvocato e si occupa di diritto dell'immigrazione.

## Biografia
Australiano di ascendenze russe (le origini dei suoi nonni materni), dopo gli studi in patria Byrnes fu ingaggiato in Europa dal Leinster, all'epoca allenato dal suo connazionale Michael Cheika.
Fu per un biennio in Irlanda in Celtic League poi, all'istituzione dell'Australian Rugby Championship (2007), campionato professionistico che si tenne per una sola stagione, fu ingaggiato dai Sydney Fleet.
Allo scioglimento dell'ARC entrò nella franchise di Super Rugby dei Reds di Brisbane, nei quali rimase due stagioni; con l'ingresso nella competizione dei Rebels, infine, Byrnes fu tra i primi nuovi ingaggi della neonata franchise, esordiente nella stagione 2011.
Grazie alle sue ascendenze familiari (e alla conoscenza della lingua dei suoi avi), avendo letto che la federazione rugbistica russa cercava giocatori idonei per rinforzare la nazionale in vista della Coppa del Mondo 2011, Byrnes, senza presenze per gli Wallabies, si offrì di rappresentare la Russia nella competizione, e fu quindi incluso nella rosa ufficiale dei 30 convocati; l'esordio avvenne nell'incontro della fase a gironi contro gli Stati Uniti il 15 settembre.
Furono 6 in totale le presenze di Byrnes in nazionale, che mise termine alla carriera dopo un infortunio subito contro l'Uruguay; in un'intervista del 2012 Byrnes raccontò pubblicamente di avere combattuto con depressione e ansia, e solo quando giunse ai Rebels trovò il coraggio di affrontare la sindrome, rivolgendosi al medico del club.
Nella vita privata fu legato sentimentalmente a Sophie Edington, insieme alla quale presenziò nel 2011 al matrimonio del principe Alberto di Monaco e Charlène Wittstock, anch'essa come Edington nuotatrice agonistica ai Giochi del Commonwealth.
Laureato in giurisprudenza, dopo la fine dell'attività agonistica Byrnes ha intrapreso la professione d'avvocato, specializzato in diritto e pratiche dell'immigrazione in Australia.